# Grand Prix Niemieckiej Republiki Demokratycznej 1958
Grand Prix Niemieckiej Republiki Demokratycznej 1958 – piąta eliminacja mistrzostw Wschodnioniemieckiej Formuły Junior w sezonie 1958, a jednocześnie pierwszy wyścig pod nazwą „Grand Prix NRD”. Zwycięzcą zawodów został Curt Lincoln.

## Lista startowa
| Nr | Kierowca              | Zespół                | Samochód     | Silnik | Opony |
| -- | --------------------- | --------------------- | ------------ | ------ | ----- |
| 1  | Harry Zweifel         | Harry Zweifel         | Cooper T31   | Norton | ?     |
| 2  | Kurt Kuhnke           | Kurt Kuhnke           | Cooper T26   | Norton | ?     |
| 3  | George Henrotte       | George Henrotte       | Ettorne      | Norton | ?     |
| 4  | Willy Vroomen         | Willy Vroomen         | Cooper T11   | Norton | ?     |
| 5  | Jouko Nordell         | Jouko Nordell         | Cooper T42   | Norton | ?     |
| 6  | Rudi Wüstrich         | Rudi Wüstrich         | Cooper T11   | Norton | ?     |
| 7  | Adolf Lang            | Adolf Lang            | Cooper T42   | Norton | ?     |
| 8  | Jos Saveniers         | Beels Racing Team     | Cooper T42   | Norton | ?     |
| 9  | Sten Bielke           | Sten Bielke           | Cooper T42   | Norton | ?     |
| 10 | Axel Johansson        | Axel Johansson        | Cooper T42   | Norton | ?     |
| 11 | Curt Lincoln          | Curt Lincoln          | Cooper T42   | Norton | ?     |
| 13 | Philipp Meub          | Philipp Meub          | Cooper T18   | Norton | ?     |
| 14 | Cyril Scott-MacArthur | Cyril Scott-MacArthur | Saxon        | Norton | ?     |
| 15 | Friedrich Staschel    | Friedrich Staschel    | Cooper T42   | BMW    | ?     |
| 16 | Fritz Heini           | Fritz Heini           | Cooper       |        | ?     |
| 17 | Josef Walla           | Josef Walla           | Hell         | Norton | ?     |
| 80 | Horst Mansfeld        | MC Roitzsch           | Grün BSG     | BMW    | ?     |
| 81 | Heinz Melkus          | MC Dresden            | Melkus Post  | JAP    | ?     |
| 82 | Willy Krenkel         | MC Dresden            | Krenkel      | Norton | ?     |
| 83 | Frieder Rädlein       | MC Dresden            | Herrmann     | BMW    | ?     |
| 85 | Siegfried Seifert     | MC Dresden            | Ortschitt    | BMW    | ?     |
| 86 | Willi Stiehler        | MC Mühlbeck           | Grün BSG     | BMW    | ?     |
| 87 | Gerhard Brembach      | MC Meiningen          | BMW Eigenbau | BMW    | ?     |
| 88 | Helmut Zimmer         | MC Dresden            | GvB          | BMW    | ?     |
| 95 | Kurt Ahrens sr.       | Kurt Ahrens sen.      | Cooper T42   | Norton | ?     |
| 96 | Kurt Ahrens jr.       | Kurt Ahrens jun.      | Cooper T42   | Norton | ?     |
| 99 | Willy Lehmann         | MC Bitterfeld         | Scampolo 502 | BMW    | ?     |
| Nr | Kierowca              | Zespół                | Samochód     | Silnik | Opony |

## Kwalifikacje
| P  | Nr | Kierowca              | Konstruktor(-silnik) | Czas   | Odstęp | Strata |
| -- | -- | --------------------- | -------------------- | ------ | ------ | ------ |
| 1  | 11 | Curt Lincoln          | Cooper-Norton        | 4:02,4 | -      | -      |
| 2  | 5  | Jouko Nordell         | Cooper-Norton        | 4:08,1 | 0:05,7 | 0:05,7 |
| 3  | 95 | Kurt Ahrens sr.       | Cooper-Norton        | 4:08,7 | 0:00,6 | 0:06,3 |
| 4  | 7  | Adolf Lang            | Cooper-Norton        | 4:10,4 | 0:01,7 | 0:08,0 |
| 5  | 14 | Cyril Scott-MacArthur | Saxon-Norton         | 4:11,7 | 0:01,3 | 0:09,3 |
| 6  | 81 | Heinz Melkus          | Melkus-JAP           | 4:13,4 | 0:01,7 | 0:11,0 |
| 7  | 99 | Willy Lehmann         | Scampolo-BMW         | 4:14,4 | 0:01,0 | 0:12,0 |
| 8  | 9  | Sten Bielke           | Cooper-Norton        | 4:15,0 | 0:00,6 | 0:12,6 |
| 9  | 2  | Kurt Kuhnke           | Cooper-Norton        | 4:19,1 | 0:04,1 | 0:16,7 |
| 10 | 13 | Philipp Meub          | Cooper-Norton        | 4:21,9 | 0:02,8 | 0:19,5 |
| 11 | 15 | Friedrich Staschel    | Cooper-BMW           | 4:23,6 | 0:01,7 | 0:21,2 |
| 12 | 10 | Axel Johansson        | Cooper-Norton        | 4:30,2 | 0:06,6 | 0:27,8 |
| 13 | 6  | Rudi Wüstrich         | Cooper-Norton        | 4:32,6 | 0:02,4 | 0:30,2 |
| 14 | 82 | Willy Krenkel         | Krenkel-Norton       | 4:37,3 | 0:04,7 | 0:34,9 |
| 15 | 96 | Kurt Ahrens jr.       | Cooper-Norton        | 4:37,3 | 0:00,0 | 0:34,9 |
| 16 | 3  | George Henrotte       | Ettorne-Norton       | 4:40,2 | 0:02,9 | 0:37,8 |
| 17 | 87 | Gerhard Brembach      | BMW                  | 4:52,5 | 0:12,3 | 0:50,1 |
| 18 | 88 | Helmut Zimmer         | GvB-BMW              | 4:53,1 | 0:00,6 | 0:50,7 |
| 19 | 85 | Siegfried Seifert     | Ortschitt-BMW        | 4:59,4 | 0:06,3 | 0:57,0 |
| 20 | 80 | Horst Mansfeld        | Grün-BMW             | 5:05,9 | 0:06,5 | 1:03,5 |
| 21 | 83 | Frieder Rädlein       | Herrmann-BMW         | 5:09,9 | 0:04,0 | 1:07,5 |
| 22 | 4  | Willy Vroomen         | Cooper-Norton        | 5:13,3 | 0:03,4 | 1:10,9 |
| 23 | 16 | Fritz Heini           | Cooper               | 5:19,0 | 0:05,7 | 1:16,6 |
| 24 | 8  | Jos Saveniers         | Cooper-Norton        | 5:27,1 | 0:08,1 | 1:24,7 |
| 25 | 86 | Willi Stiehler        | Grün-BMW             | 5:42,9 | 0:15,8 | 1:40,5 |
| 26 | 17 | Josef Walla           | Hell-Norton          | 5:58,3 | 0:15,4 | 1:55,9 |
| P  | Nr | Kierowca              | Konstruktor(-silnik) | Czas   | Odstęp | Strata |

## Wyniki
| 1                                                     |    | 11       | Curt Lincoln          | Cooper-Norton  | 10            | 40:02,8   |             |
| 2                                                     |    | 95       | Kurt Ahrens sr.       | Cooper-Norton  | 10            | +1:33,7   |             |
| 3                                                     |    | 13       | Philipp Meub          | Cooper-Norton  | 10            | +1:49,6   |             |
| 4                                                     |    | 7        | Adolf Lang            | Cooper-Norton  | 10            |           |             |
| 5                                                     |    | 5        | Jouko Nordell         | Cooper-Norton  | 10            |           |             |
| 6                                                     |    | 99       | Willy Lehmann         | Scampolo-BMW   | 10            |           |             |
| 7                                                     |    | 96       | Kurt Ahrens jr.       | Cooper-Norton  | 10            |           |             |
| 8                                                     |    | 81       | Heinz Melkus          | Melkus-JAP     | 10            |           |             |
| 9                                                     |    | 15       | Friedrich Staschel    | Cooper-BMW     | 10            |           |             |
| 10                                                    |    | 2        | Kurt Kuhnke           | Cooper-Norton  | 10            |           |             |
| 11                                                    |    | 14       | Cyril Scott-MacArthur | Saxon-Norton   | 9             | +1 okr.   |             |
| 12                                                    |    | 86       | Willi Stiehler        | Grün-BMW       | 7             | +3 okr.   |             |
| Niesklasyfikowani                                     |    |          |                       |                |               |           |             |
|                                                       |    | 9        | Sten Bielke           | Cooper-Norton  |               |           |             |
|                                                       |    | 10       | Axel Johansson        | Cooper-Norton  |               |           |             |
|                                                       |    | 6        | Rudi Wüstrich         | Cooper-Norton  |               |           |             |
|                                                       |    | 82       | Willy Krenkel         | Krenkel-Norton |               |           |             |
|                                                       |    | 3        | George Henrotte       | Ettorne-Norton |               |           |             |
|                                                       |    | 87       | Gerhard Brembach      | BMW            |               |           |             |
|                                                       |    | 88       | Helmut Zimmer         | GvB-BMW        |               |           |             |
|                                                       |    | 85       | Siegfried Seifert     | Ortschitt-BMW  |               |           |             |
|                                                       |    | 80       | Horst Mansfeld        | Grün-BMW       |               |           |             |
|                                                       |    | 83       | Frieder Rädlein       | Herrmann-BMW   |               |           |             |
|                                                       |    | 4        | Willy Vroomen         | Cooper-Norton  |               |           |             |
|                                                       |    | 16       | Fritz Heini           | Cooper         |               |           |             |
|                                                       |    | 8        | Jos Saveniers         | Cooper-Norton  |               |           |             |
|                                                       |    | 17       | Josef Walla           | Hell-Norton    |               |           |             |
| Nie wystartowali / niedopuszczeni do ponownego startu |    |          |                       |                |               |           |             |
|                                                       |    | 1        | Harry Zweifel         | Cooper-Norton  |               |           | nie przybył |
| P                                                     | Nr | Kierowca | Konstruktor           | Okr.           | Czas / Strata | Komentarz |             |